# Allergoid
Allergoide sind chemisch modifizierte Allergene, die in der spezifischen Immuntherapie (Hyposensibilisierung) eingesetzt werden.

## Aufbau
Das Prinzip der Allergoide beruht auf der Veränderung der dreidimensionalen Struktur der nativen Allergene (Proteine). Native Allergene werden durch die Polymerisation mit Form- oder Glutaraldehyd chemisch modifiziert. Die veränderte dreidimensionale Struktur zeigt im Vergleich zu den nativen Allergenen eine geringere Anzahl an B-Zellen-Epitopen und IgE-Bindungen. So werden die Allergoide von den allergieauslösenden IgE-Antikörpern nicht mehr so gut erkannt. Die allergischen Symptome werden abgeschwächt. Die ursprüngliche Struktur der Allergene wird jedoch nicht komplett zerstört. Die Aminosäuresequenz bleibt unverändert. Die für die gewünschte Immunmodulation nötigen T-Zellen-Epitope bleiben daher bestehen. Damit wird die toleranzbildende Wirkung erhalten, bei gleichzeitiger besserer Verträglichkeit der Allergoide.
Mittlerweile existieren so genannte depigmentierte Allergoide. Im Rahmen einer Depigmentierung werden Allergoiden mithilfe eines modernen Aufreinigungsverfahrens störende Pigmente entfernt. Es entsteht ein hochdosiertes Allergen, das besonders für die Hyposensibilisierung von Allergikern und die Kurzzeit-Immuntherapie verwendet wird.

## Wirkung
Die klinische Wirksamkeit der Allergoide wurde in einigen placebokontrollierten Studien für einzelne wichtige Inhalationsallergene gezeigt. Die bessere Verträglichkeit ermöglicht es in der Regel, die Dosierung in der Hyposensibilisierung schneller zu steigern, so dass weniger Injektionen nötig sind.
Bei der Hyposensibilisierung von Allergikern werden zwei Phasen unterschieden:
Die Steigerungsphase, in der die Dosis des Allergens in der Injektion bei jedem Mal erhöht wird, und die Erhaltungsphase, in der diese Dosis in regelmäßigen Abständen weiter injiziert wird. Bei depigmentierten Allergoiden (beispielsweise Depigoid, LETI Pharma) kann die Steigerungsphase von bis zu 16 Wochen auf drei Wochen gesenkt und somit auch die Gesamttherapie stark verkürzt werden.
Vergleichsstudien mit Allergoiden und nicht-modifizierten Allergenextrakten existieren jedoch nur vereinzelt. Viele Allergoide besitzen nach den Richtlinien des Paul-Ehrlich-Institutes keine Zulassung.